# ウレシイノモト
『ウレシイノモト』は、小川美潮3作目のオリジナル・アルバム。1992年4月22日に発売された。

## 解説
『4to3』に続くEPIC三部作の2枚目。初盤CD帯は『「感動」に値する「うた」です。聴かない人は損。』と記述されている。

## 収録曲
1. ウレシイの素
作詞：小川美潮　作曲：Ma*To
2. きもちのたまご
作詞：工藤順子　作曲：楠均
3. LINK
作詞：小川美潮　作曲：近藤達郎
4. 恋
作詞：工藤順子　作曲：小川美潮
5. MARBLE
作詞：井上妙　作曲：近藤達郎
6. 走れ自転車
作詞：小川美潮　作曲：板倉文
老人Zテーマ音楽のリメイク
7. Charming
作詞：井上妙　作曲：成田忍
8. PICNIC
作詞：工藤順子　作曲：BAnaNA-UG
9. ひとりごと
作詞：小川美潮　作曲：小川美潮・近藤達郎
10. 人と星の間
作詞：小川美潮　作曲：小川美潮・青山純
11. 遠い夏
作詞：小川美潮　作曲：ゴンザレス三上

## リリース履歴
| No. | 日付          | レーベル                       | 規格         | 規格品番 | 備考  |
| --- | ------------- | ------------------------------ | ------------ | -------- | ----- |
| 1   | 1992年4月22日 | EPIC/SONY                      | CD           | ESCB1278 |       |
| 2   | 2005年4月27日 | アブソードミュージックジャパン | CD           | ABCS-99  | [ 1 ] |
| 3   | 2014年4月25日 | オーダーメイド・ファクトリー   | Blu-spec CD2 | DQCL-519 |       |